# Linda Stirling
Linda Stirling (11 de outubro de 1921 – 20 de julho de 1997) foi uma atriz e modelo estadunidense  que atuou em mais de 30 filmes e seriados entre 1943 e 1959. Ela chegou a ser chamada de “Rainha dos Seriados Sonoros” Foi a segunda atriz a interpretar uma versão feminina do Zorro, no seriado da Republic Pictures, Zorro's Black Whip (1944), onde interpretou a heroína “The Black Whip”, apesar do título, o herói nem é citado.
Em seus últimos anos, ela teve uma segunda carreira como professora universitária de inglês por mais de duas décadas.

## Biografia
Nascida Louise Schultz em Long Beach, Califórnia, estudou música, dança e drama em criança. Quando em Hollywood, conseguiu um emprego como “Showgirl” no Earl Carroll Theatre, desfilou em anúncios de moda e um desses anúncios a levou a um teste de tela.
Sua primeira atuação foi como uma das modelos no filme The Powers Girl, em 1943, e seu primeiro papel em seriado foi como protagonista em The Tiger Woman, em 1944. Em 1946 ela casou com o roteirista da Republic Pictures, Sloan Nibley, que conhecera durante as filmagens do seriado Jesse James Rides Again, em 1946. (o seriado foi lançado em 1947). Em 1947, retirou-se dos filmes para criar uma família, embora mais tarde tenha aparecido em episódios ocasionais de programas de televisão.
Quando sua carreira de atriz terminou e seus filhos já haviam crescido, Stirling, matriculou-se na Universidade da Califórnia, e acabou fazendo um doutorado em literatura inglesa com a idade de 50 anos. Começou, então, uma carreira de professora nos anos 1960, no Glendale Community College, em Glendale, onde lecionou entre 1967 e 1990.
Stirling, mesmo distanciando-se de seu passado em Hollywood, permaneceu ativa no circuito cinematográfico até os últimos anos de sua vida. Ela também apareceu em um documentário de 1990 na Republic Pictures, o estúdio onde fizera a maior parte do seu trabalho.
Stirling morreu de câncer em Studio City, Los Angeles, Califórnia, em 1997. Seu marido, Sloan Nibley, que escrevera muitos dos seus filmes, morrera em 1990. Foi mãe de Christopher Nibley e Timothy Nibley.

## Filmografia
| Cinema    | Cinema                            | Cinema                          | Cinema                                                              |
| Ano       | Filme                             | Papel                           | Obs                                                                 |
| --------- | --------------------------------- | ------------------------------- | ------------------------------------------------------------------- |
| 1943      | The Powers Girl                   | Modelo                          | Título alternativo: Hello Beautiful                                 |
| 1944      | The Tiger Woman                   | Tiger Woman/Rita Arnold         | Título alternativo: Perils of the Darkest Jungle                    |
| 1944      | The San Antonio Kid               | Ann Taylor                      |                                                                     |
| 1944      | Strangers in the Night            | Participação especial           | Não-creditada                                                       |
| 1944      | Sheriff of Sundown                | Lois Carpenter                  |                                                                     |
| 1944      | Vigilantes of Dodge City          | Carol Franklin                  |                                                                     |
| 1944      | Zorro's Black Whip                | Barbara Meredith/The Black Whip |                                                                     |
| 1945      | The Topeka Terror                 | June Hardy                      |                                                                     |
| 1945      | Sheriff of Cimarron               | Helen Burton                    |                                                                     |
| 1945      | Manhunt of Mystery Island         | Claire Forrest                  | Título alternativo: Captain Mephisto and the Transformation Machine |
| 1945      | Santa Fe Saddlemates              | Ann Morton                      |                                                                     |
| 1945      | The Purple Monster Strikes        | Shelia Layton                   | Títulos alternativos: D-Day on Mars The Purple Shadow Strikes       |
| 1945      | The Cherokee Flash                | Joan Mason                      |                                                                     |
| 1945      | Wagon Wheels Westward             | Arlie Adams                     |                                                                     |
| 1945      | Dakota                            | Artista                         | Não-creditada                                                       |
| 1946      | The Madonna's Secret              | Helen North                     |                                                                     |
| 1946      | Passkey to Danger                 | Participação especial           | Não-creditada                                                       |
| 1946      | The Invisible Informer            | Eve Rogers                      |                                                                     |
| 1946      | The Mysterious Mr. Valentine      | Janet Spencer                   |                                                                     |
| 1946      | Rio Grande Raiders                | Nancy Harding                   |                                                                     |
| 1946      | The Crimson Ghost                 | Diana Farnsworth                |                                                                     |
| 1946      | The Magnificent Rogue             | Participação especial           | Não-creditada                                                       |
| 1946      | That Brennan Girl                 |                                 | Não-creditada Título alternativo: Tough Girl                        |
| 1947      | Jesse James Rides Again           | Ann Bolton                      |                                                                     |
| 1947      | The Pretender                     | Flo Ronson                      |                                                                     |
| Televisão |                                   |                                 |                                                                     |
| Ano       | Título                            | Papel                           | Obs                                                                 |
| 1954      | The Pepsi-Cola Playhouse          | Helen Blayne                    | 1 episódio                                                          |
| 1954      | The Adventures of Falcon          |                                 | 1 episódio                                                          |
| 1954–1955 | The Public Defender               | Betty                           | 2 episódios                                                         |
| 1954–1955 | The Adventures of Kit Carson      | Vários papeis                   | 3 episódios                                                         |
| 1955      | The Man Behind the Badge          | Nettie Perry                    | 1 episode                                                           |
| 1955      | Medic                             | Ellen McClure                   | 1 episódio                                                          |
| 1956      | Cavalcade of America              |                                 | 1 episódio                                                          |
| 1956      | The Life and Legend of Wyatt Earp | Joan Laramie                    | 1 episódio                                                          |
| 1956      | The Millionaire                   | Martha                          | 1 episódio                                                          |
| 1957      | On Trial                          |                                 | 1 episódio                                                          |
| 1959      | The Real McCoys                   | Mrs. Baker                      | 1 episódio                                                          |